# 엘앤케이바이오
엘앤케이바이오(L&K Biomed Co. Ltd.)는 대한민국의 기업이다. 본사는 경기도 용인시 기흥구 동백중앙로 16번길 16-25,201호에 위치해 있으며 대표이사는 강국진이다.

## 유상증자
2023년에 대규모 유상증자를 실시하였다.

## 상장
2016년 11월 30일에 공모가 15,000원에 상장하였다.

## 참고문헌
1. ↑  엘앤케이바이오, 의료기기 흥행조짐…美시장 낭보 잇따라, 머니투데이, 2023-06-27
2. ↑  루트락 "치고 나가니" 엘앤케이바이오 "힘껏 밀어줘", 프리스톡뉴스, 2023.09.03
3. ↑  엘앤케이바이오, 200억 CB 상환 자금 마련 위해 대규모 유상증자, 히트뉴스, 2023.05.13